# Рампа (театр)
Ра́мпа (від фр. rampe) — невисокий бар'єр на передньому краю театральної сцени, який приховує за собою апаратуру для фронтального освітлення сцени.
У текстах такі сталі вирази як Вогні рампи, У світлі рампи можуть використовуватися для позначення сцени або театру взагалі.